# Kloster Adelhausen
Das Kloster Adelhausen, auch Adelhauser Neukloster genannt, ursprünglich Kloster Zu der Verkündigung Mariae, der Jungfrau und Mutter Gottes, und St. Catharina, ist ein ehemaliges Dominikanerinnenkloster am Adelhauser Klosterplatz in der Schneckenvorstadt oder Oberen Gerberau von Freiburg im Breisgau, im heutigen Stadtbezirk Altstadt-Ring. Es ging 1687 aus der Fusion von vier mittelalterlichen Dominikanerinnenkonventen hervor, zu denen sich 1786 der fünfte gesellte. Die ehemalige Klosterkirche dient heute noch als Kirche: Adelhauser Kirche Mariä Verkündigung und St. Katharina; die anderen Räumlichkeiten wurden Schulen und später Museen und Büros.

## Geschichte

### Die alten Klöster

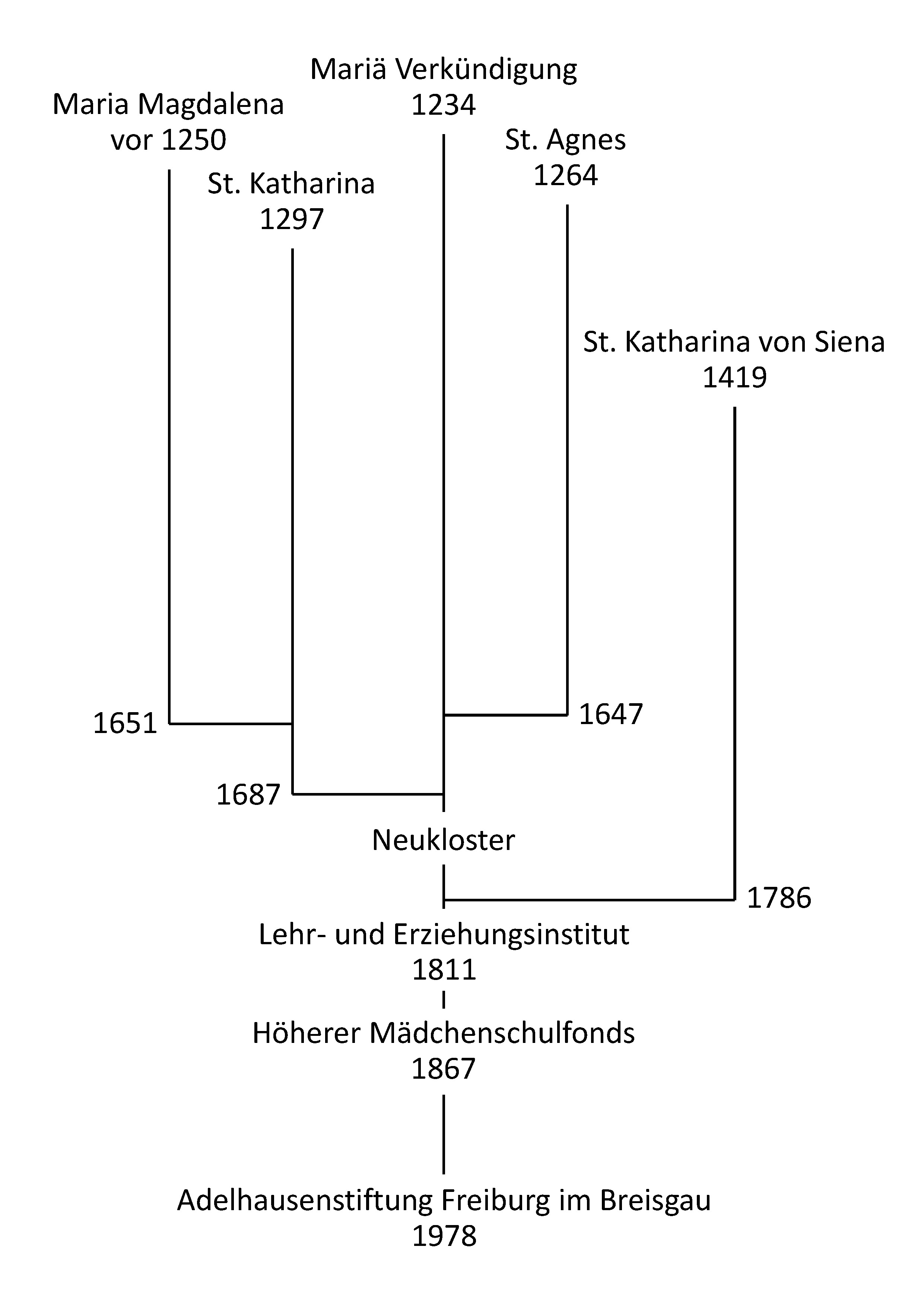
Die Freiburger Dominikanerinnenklöster

Die fünf mittelalterlichen Klöster lagen zunächst alle außerhalb der Stadtmauer.
- Das Kloster Mariä Verkündigung wurde 1234 in dem alten Dorf Adelhausen gegründet, das im Stadtbezirk Wiehre aufgegangen ist. Es lag zwischen der heutigen Basler Straße und Konradstraße, ungefähr auf der Linie der Goethestraße. Die Ordensfrauen pflegten die Tradition einer hochadligen Stiftung durch „Adelheid, Gräfinn von Zäringen“ und „Chunigund, eine Schwester Kaisers Rudolf I. und hinterlassne Wittwe des Grafen von Sulz“. Diese Tradition ist Legende. Stifter war vermutlich ein Freiburger Bürger Heinrich Vasser, und beteiligt war die Äbtissin des Benediktinerinnenklosters St. Margarethen in Waldkirch.[10][5] Das Kloster erlebte seine Blüte im frühen 14. Jahrhundert zur Zeit der zweimaligen (1316–1317; 1319–1327) Priorin Anna von Munzingen[11]. Sie verfasste ein Schwesternbuch mit Viten von 36 Nonnen, die sich durch mystische Begabung und Visionen auszeichneten.[12] Der Klosterreformator und Ordenschronist Johannes Meyer, 1462–1485 Beichtvater des Klosters[13], überarbeitete im 15. Jahrhundert das Werk, um es für die Ziele der Klosterreform einzusetzen. Urbare von 1327 und 1423 belegen reichen Grundbesitz.

- Das Kloster Maria Magdalena oder Kloster der Reuerinnen wurde vor 1250[7] in der Predigervorstadt gegründet. Es lag an der Ecke der heutigen Straßen Friedrichring und Merianstraße. Die Reuerinnen bildeten zunächst einen eigenen Orden zur Bekehrung gefallener und sittlich gefährdeter Frauen und Mädchen, wurden aber später dem Dominikanerorden inkorporiert.

- Das Kloster St. Agnes wurde 1264 in der Lehener Vorstadt gegründet. Es lag an der Stelle der heutigen Universitätsbibliothek Freiburg am Werderring. Gründerin war angeblich eine elsässische Adelige Bertha. Von St. Agnes ist die einzige Beschreibung eines der alten fünf Dominikanerinnenklöster erhalten, geschrieben nach der Zerstörung im Jahr 1644: „(Es) ist ein schön, luftig, groß, gesundt closter gewesen mit nutzlichen kruott- und opstgärtten. (Es) ist mitten durchs closter ein groser lustiger bach geloffen und glich am closter (war) ein stuck reben; vor dem closter (war) ein schöner großer hoff daruff gasthauß, gesindthauß, pfrundt hauß, schüren, trotten, 4 fiehställe und wägenschopff, alles gar nützlich gebauwen. im closter (war) ein schöner groser cor und aussere kirch; auß dem cor ist man ein stigen hinauff gangen auf das dormenter, der hatt nach der lenge auff beiden seitten 24 zellen eine gegen die andere in glicher gröse gehabtt; ... under dem dormenter der lenge nach wie man oben zum cor außgangen ist, erstlich die sacrastey, darin ein gewelb; an der sacrastey das capittel hauß, daran der spies gaden und groß summer reffendal; auß dem reffendal auff rechter hand die convendtstuben, wölliche in 4 eck hüpsch und groß, darin die kuche, kuchestüblin und kämmerlin; auß der kirch sindt 2 düren gangen eine in crützgang, die ander in die sacrastey; in dem crützgang ist man an alle gemelte ort kummen; ... in einem absünderlichen gebäuw ist das priorat sampt noch 2 stuben, 2 kamern, eine kuche oben auff gewessen, darunter ein luftig nutzlich wäschhauß und bauchhauß, das man in der tröckne hat alles können wäschen, dabey auch das bad und schröpffstüble; ... das sindt mit wenig worten die für nembsten gebäüw des klosters gewesen.“[6]

- Das Kloster St. Katharina (von Alexandrien) wurde 1297 in dem alten Dorf Wiehre gegründet, das wie Adelhausen im heutigen Stadtbezirk Wiehre aufgegangen ist. Es lag nördlich der heutigen Basler Straße zwischen Kirch- und Goethestraße.

- Das Kloster St. Katharina von Siena oder St. Catharina von Senis auf dem Graben wurde 1419 wie das Kloster Maria Magdalena in der Predigervorstadt gegründet. Es lag an der Ecke der heutigen Eisenbahn- und Poststraße, unweit des Stadtgrabens.

### Die Fusionen und das neue Kloster

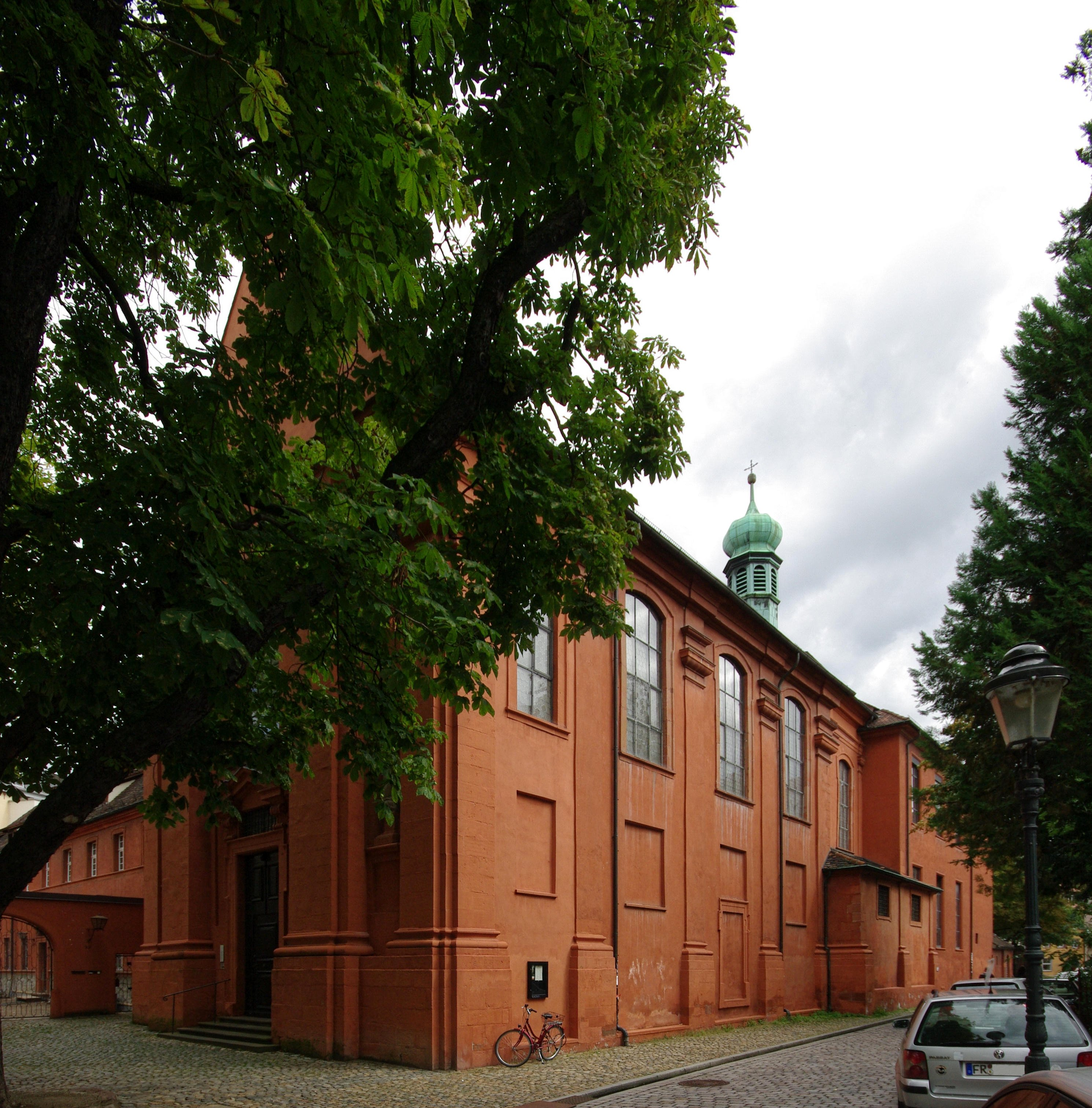
Kirche und anschließender Westflügel (links)

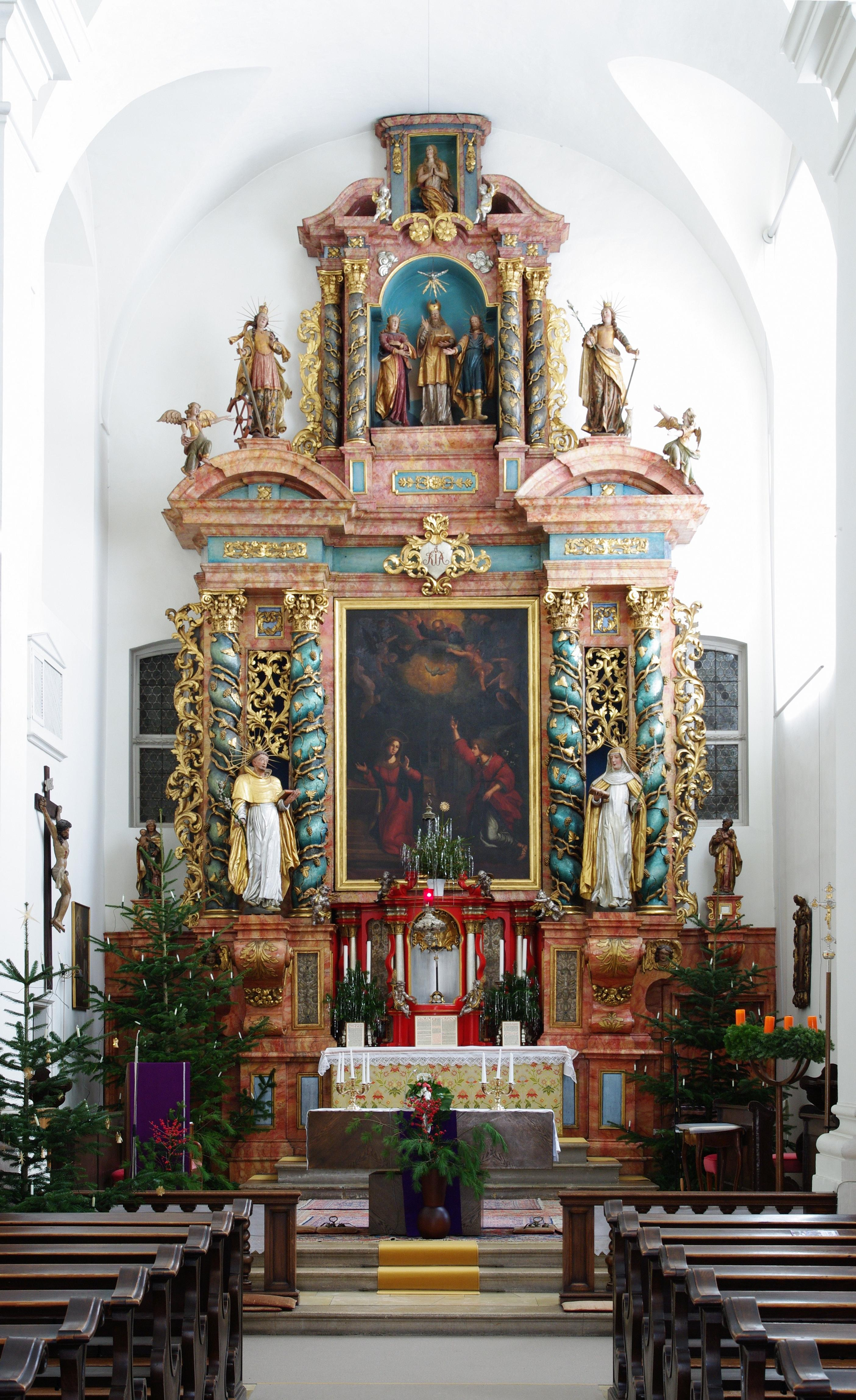
Hochaltar der Klosterkirche

Der Dreißigjährige Krieg erzwang einen Umzug und zwei Zusammenlegungen. Das kriegszerstörte Kloster St. Katharina von Siena wurde 1644 an einen Platz innerhalb der Stadtmauer an der heutigen Rathausgasse verlegt. 1647 nahm das Kloster Mariä Verkündigung die Nonnen des zerstörten Klosters St. Agnes und 1651 das Kloster St. Katharina (von Alexandrien) die Nonnen des zerstörten Klosters Maria Magdalena auf.
Als Sébastien Le Prestre de Vauban auf Befehl Ludwigs XIV. Freiburg ab 1678 zur (französischen) Festung ausbaute, wurden auch die Klöster Mariä Verkündigung und St. Katharina (von Alexandrien) endgültig dem Erdboden gleichgemacht. Die Nonnen kamen in Privathäusern unter und betrieben den Neubau ihrer Klöster in der Stadt. Sie wurden aber beschieden, es könne nur einen Neubau geben: „... weillen sie aber außer die stadt sonsten gehörig und die stadt um die hälfte abgenommen, will sich bei so wenig verbliebenen häusern und starken guarnisonen nicht thun lassen, ihnen mehrers dann ein kloster zu vergünnen.“
Dies eine Kloster wurde schließlich ab 1687 in der Schneckenvorstadt oder Oberen Gerberau auf dem Gelände des Stadthofs des Klosters Tennenbach, vormaligen Hofes der Grafen von Freiburg, errichtet, also an einer in der Geschichte der Stadt prominenten Stelle. Ludwig XIV. unterstützte den Bau mit einer beträchtlichen Summe. Leitender Architekt war der französische Festungsbaumeister Jean La Douze, über den wenig bekannt ist. Französische Soldaten halfen. 1693 brach das Gewölbe der Kirche teilweise ein, der Maurermeister Jacob Martin fand den Tod. Trotzdem konnten am 12. Oktober 1694 die ersten 19 Klosterfrauen in die Konventsgebäude einziehen. Am 13. Mai 1699 – Freiburg war seit dem Frieden von Rijswijk 1697 wieder habsburgisch – konsekrierte der Konstanzer Weihbischof Konrad Ferdinand Geist von Wildegg die Kirche. 1709 drohte wieder ein Einsturz der Decke, sie musste nebst einer Seitenwand erneuert werden. Das Kloster hieß zunächst „Ad Annuntiationem B.M.V. et S. Catharina V.M.“, Zu der Verkündigung Mariae, der Jungfrau und Mutter Gottes, und St. Catharina, später einfach Adelhausen oder Neukloster.
Es gab nun in Freiburg noch zwei Dominikanerinnenklöster, das alte Kloster St. Katharina von Siena auf dem Graben und das Neukloster. Sie kamen bei den Klosteraufhebungen Kaiser Josephs II. im Zuge des Josephinismus glimpflich davon. Die Nonnen des Klosters St. Katharina von Siena erhielten, nachdem es ihnen 1553 und 1661 abgelehnt worden war, am 15. Juni 1663 durch den Rat der Stadt die Genehmigung, maximal 20 Kindern regelmäßig Schulunterricht zu erteilen; ihr Kloster war arm. Die Nonnen des Neuklosters widmeten sich vorwiegend einer Vita contemplativa; ihr Kloster war wohlhabend. Die vorderösterreichische Regierung beschloss 1786, St. Katharina von Siena dem Neukloster zu inkorporieren, dieses aber zur Unterhaltung einer Mädchenschule in drei Räumen zu verpflichten. So bewahrte man, was „dem Publico nützlich“ war, und entledigte sich zugleich eines Ordenshauses, ohne für den Unterhalt seiner Insassen aufkommen zu müssen.
Das Neukloster überlebte auch die Säkularisation im Gefolge des Reichsdeputationshauptschlusses von 1803 – als einziges Freiburger Kloster außer dem der Ursulinen, die ebenfalls eine Schule betrieben. Beide wurden aber 1811 dem Regulativ für die katholischen weiblichen Lehr- und Erziehungsinstitute des Großherzogthums Baden unterworfen, mit Eingriffen in das Klosterleben. Die Zahl der Schülerinnen nahm zu – in den 1850er Jahren waren es um die 650, mit 18 Lehrerinnen. Deshalb wurde 1855–1856 neben dem Kloster an der Gerberau ein eigenes dreigeschossiges Schulgebäude errichtet (im Grundriss unten links).

### Das Ende und die Folgeinstitutionen
Als letzte legte Maria Elisabeth Sautier (1823–1892) 1861 im Kloster Adelhausen ihre Ordensgelübde ab. Sie gründete mit einigen Mitschwestern 1867 in Überlingen eine Privatschule, die 1904 nach Bregenz übersiedelte, wo die Adelhauser Tradition im Dominikanerinnen-Konvent „De Annuntiatione B.M.V.“, Maria Verkündigung Marienberg, des Klosters Marienberg fortlebt.
Das Ende kam mit dem Badischen Kulturkampf. Am 15. November 1867 verkündete der Stadtdirektor den Lehrfrauen die Auflösung ihrer Klostergemeinschaft: „Das weibliche Lehr- und Erziehungs-Institut Adelhausen in Freiburg ist aufgelöst; die derzeitigen Lehrfrauen erhalten angemessene Pensionen. Das Vermögen der aufgehobenen Corporation wird hiermit entsprechend seinem bisherigen Zweck als katholisch-weltliche Stiftung für alle Stufen des Unterrichts der weiblichen Jugend in der Stadt Freiburg gewidmet. Aus den Stiftungsmitteln ist zunächst eine katholische Schule zu errichten, die jedenfalls das gleiche zu leisten hat, wie die bisher von dem Lehrinstitut geleitete. Die Verwaltung des katholischen weltlichen Stiftungsvermögens wird vorerst dem Gemeinderath der Stadt überwiesen, es ist jedoch gesonderte Rechnung zu führen und die Rechnungsabhör, wie bisher, von dem großherzoglichen Verwaltungshofe zu besorgen.“
Die Stiftung wurde zunächst als „Höherer Mädchenschulfonds“ bezeichnet und trägt seit 1978 den Namen „Adelhausenstiftung Freiburg i.Br.“ Aus dem Stiftungsvermögen finanzierte man 1890 den Neubau einer Höheren Mädchenschule (heute: Goethe-Gymnasium) am Holzmarkt und 1903 den Neubau einer Mädchen-Bürgerschule direkt östlich des Klostergevierts (nicht im Grundriss) an der Marienstraße.

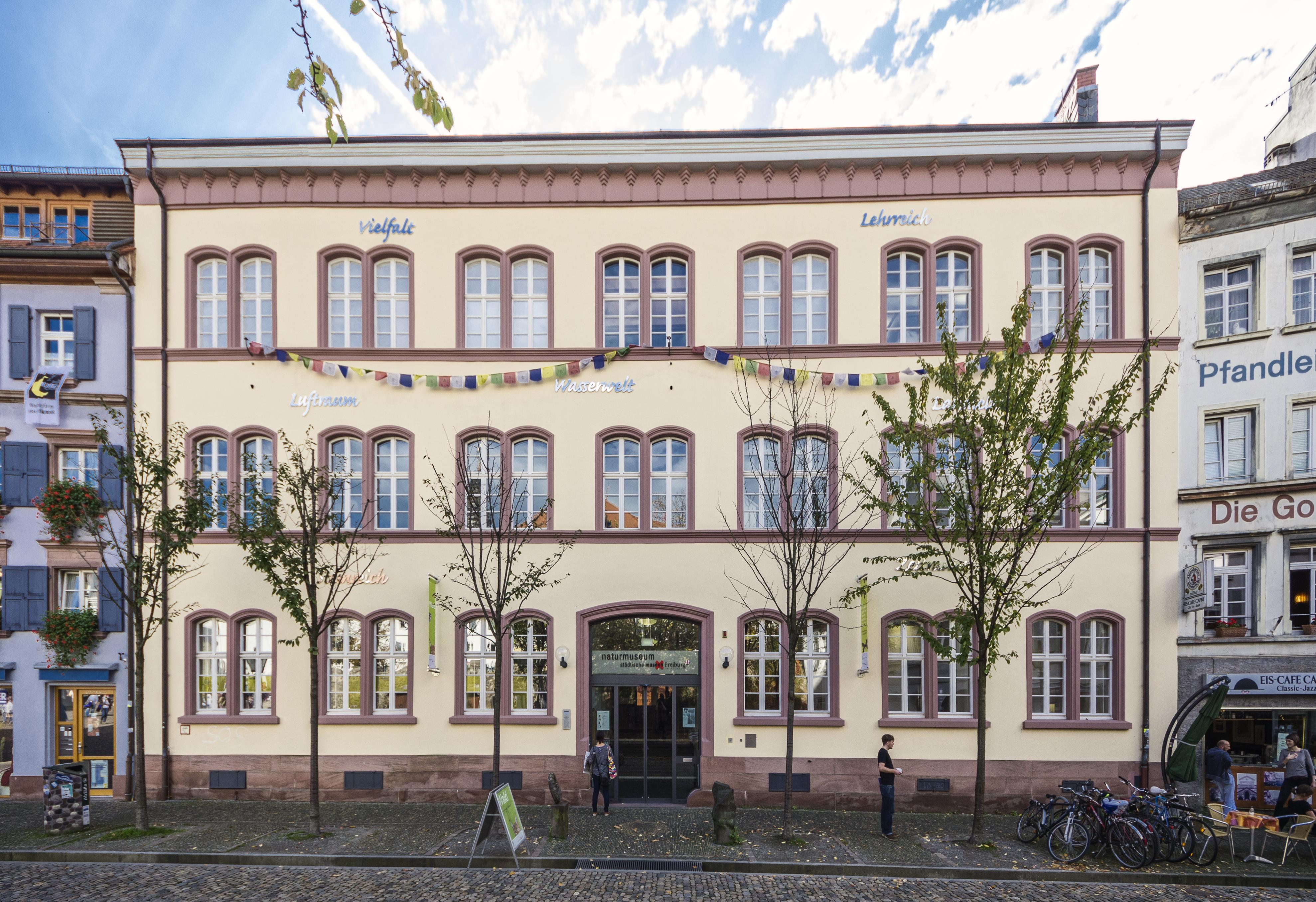
Das erste Schulgebäude an der Gerberau, heute Museum Natur und Mensch Freiburg
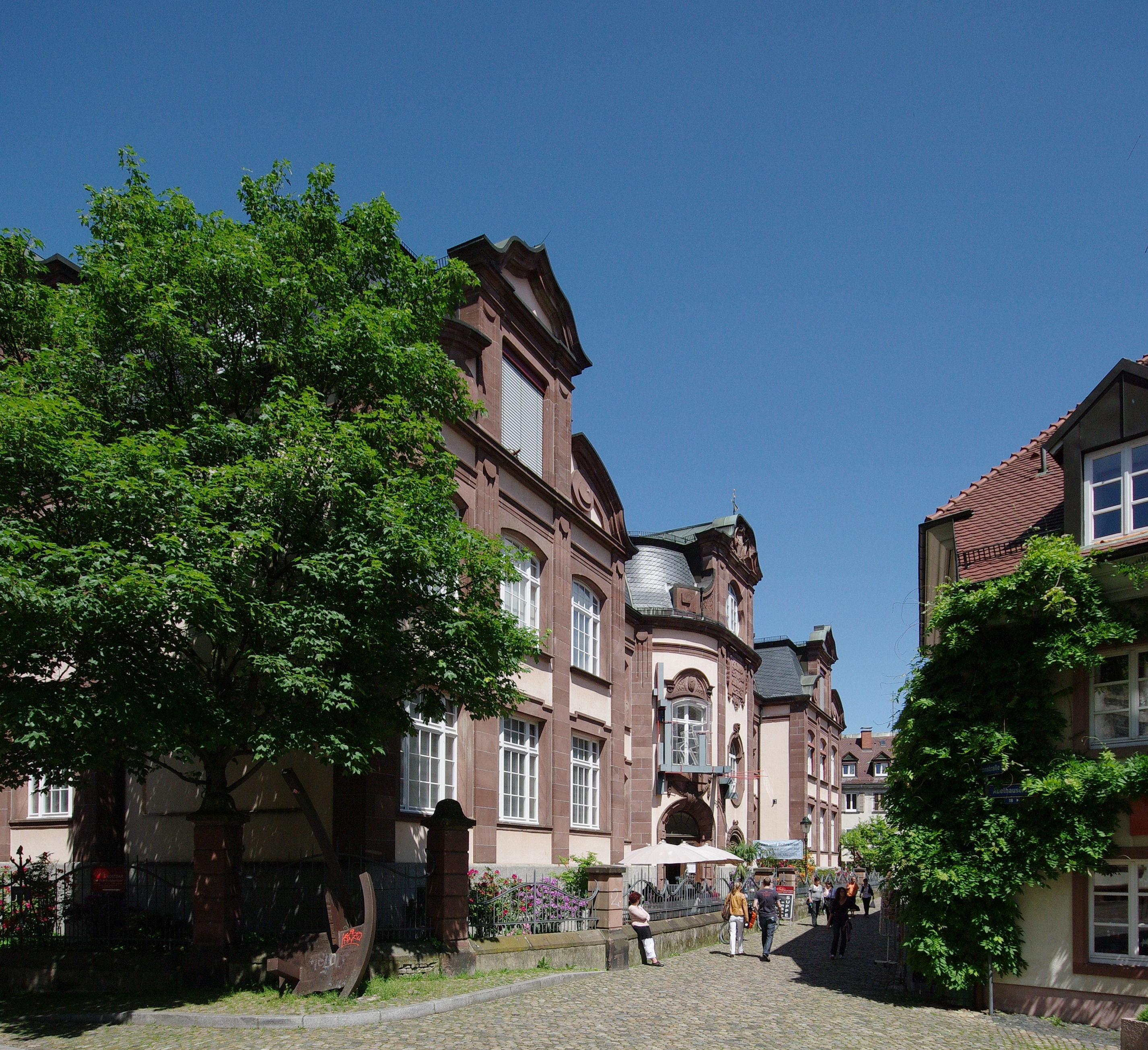
Die ehemalige Mädchen-Bürgerschule Adelhausen, heute Museum für Neue Kunst
Adelhauser Klosterfrau als Zeichenlehrerin, Mitte des 19. Jahrhunderts
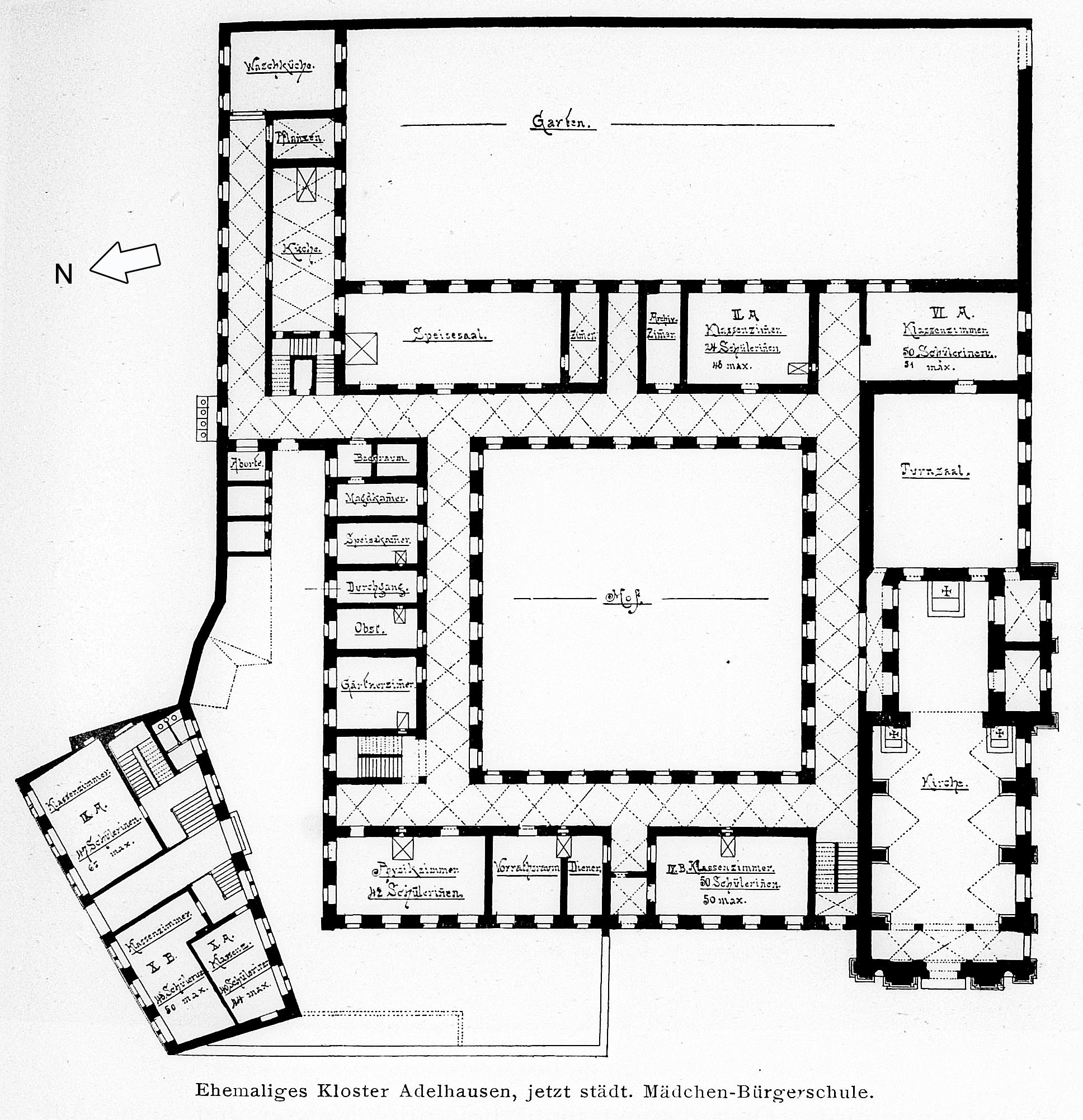
Grundriss des Neuklosters 1898, mit der Schule von 1855–1856

1931 wurde im Schulgebäude von 1855–1856 an der Gerberau das Museum für Naturkunde, heute Museum Natur und Mensch Freiburg eröffnet. 1938 folgte im Westflügel des Konventsgebäudes das Museum für Ur- und Frühgeschichte. Erst 1961 wurde im Ostflügel das Museum für Völkerkunde eröffnet. 1985 zog das Institut für Ur- und Frühgeschichte (seit dem Krieg war es nicht mehr für die Öffentlichkeit zugänglich) aus und die frei gewordenen Räume wurden für das Naturkundemuseum genutzt.
Das Gebäude der Mädchen-Bürgerschule von 1903 beherbergt seit 1985 das Museum für Neue Kunst. Die Konventsgebäude dienen nach Umbau und Erweiterung seit Mai 2013 der Stiftungsverwaltung Freiburg als Verwaltungssitz. Einzig die Kirche dient dem ursprünglichen Zweck.

## Gebäude
Die bauliche Substanz ist größtenteils erhalten. Das Klostergeviert ist außen bis auf Ecklisenen, Stockwerkgesimse und geohrte Fensterumrahmungen schmucklos. Im Südflügel liegt die Kirche, an die sich im Osten ein Bethaus anschloss, das nach 1870 von einer Turnhalle eingenommen wurde. Die Klosterfrauen hatten drei ihnen vorbehaltene Zugänge zur Kirche: durch Türen vom Bethaus in den Chor, zur Nonnen- und Orgelempore im Westen des Schiffs und zu einem Raum im Obergeschoss des Südflügels, von dem zwei vergitterte Fenster in den Chor sehen. An die Nordostecke des Gevierts ist ein Küchentrakt angebaut. Der Kreuzgang ist kappengewölbt. An seiner Nordostecke befand sich das Refektorium mit einer Stuckdecke von 1730/40. Hier steht ein bauzeitlicher Kachelofen mit dem Konventswappen. In den Obergeschossen lagen die 31 Zellen der Nonnen und Laienschwestern.

## Die künstlerische Hinterlassenschaft

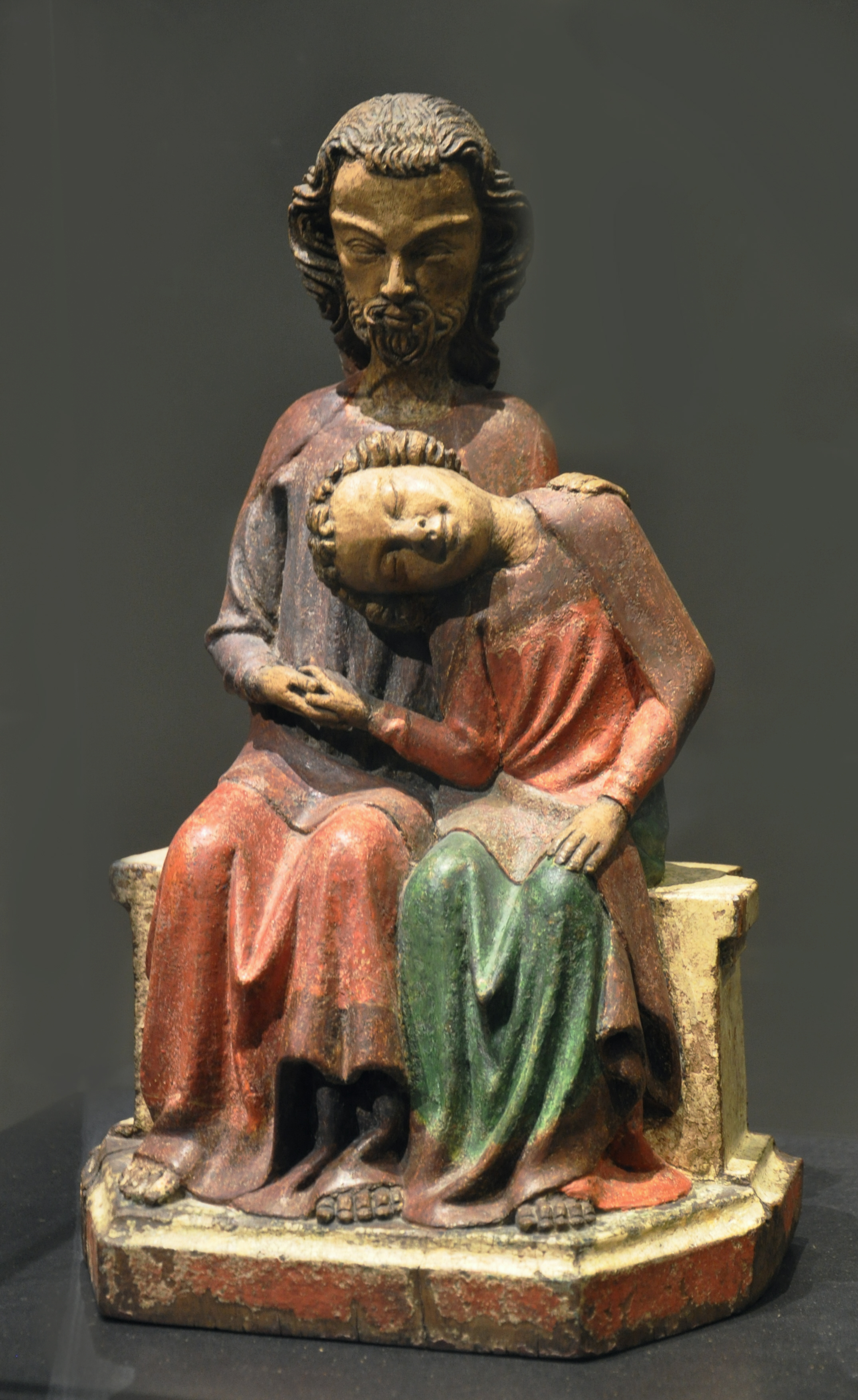
Christus-Johannes-Gruppe aus Kloster Adelhausen im Liebieghaus in Frankfurt am Main

Die Kunst- und Kulturgegenstände des Neuklosters und damit auch, so weit sie dorthin gelangten, die Kunst- und Kulturgegenstände der im Neukloster aufgegangenen fünf alten Klöster sind größtenteils in Freiburg geblieben. Der Grund ist – neben dem Fortbestehen der Klosterkirche – die Übernahme des Gesamtvermögens 1867 in eine Stiftung unter der Administration des Freiburger Stadtrats. So gelangten die meisten Objekte über die 1861 gegründete „Alterthümersammlung“ und die „Städtischen Sammlungen“ an das 1923 eröffnete Augustinermuseum. Sebastian Bock zählt in seiner Dissertation über 1400 Objekte. „[Die Dissertation] erweist, daß sich mit den überkommenen Gegenständen ein außergewöhnlich geschlossener Komplex klösterlicher Sachkultur erhalten hat, der für den gesamten deutschsprachigen Raum höchst selten, wenn nicht sogar einmalig sein dürfte ... Das Spektrum des Adelhauser Inventarbestandes umfaßt rangmäßig nahezu alles: von gewöhnlichem Gebrauchsgerät bis hin zu Spitzenprodukten der abendländischen Kunstgeschichte.“ Diesen Rang zeigen die folgenden Beispiele aus dem Augustinermuseum:
- „Adelhauser Tragaltar“ aus der 2. Hälfte des 9. Jahrhunderts
- Weidenholzstatue der heiligen Maria Magdalena, um 1250, mit der Salbbüchse in der linken Hand, mit feingefältetem Gewand und einem den Körper schalenartig umhüllenden Mantel. „Das qualitätsvolle Bildwerk ... wirkt – schlank mit hoher, eingeschnürter Taille – geradezu als Verkörperung des spätstaufischen aristokratischen Frauenideals.“[3]
- Das erste Liebenauer Kreuz von etwa 1342 und das zweite Liebenauer Kreuz aus dem frühen 15. Jahrhundert, die bei der Auflösung des Dominikanerinnenklosters Liebenau 1563 in das Freiburger Kloster St. Katharina kamen. Vom ersten Liebenauer Kreuz ist auch das zweiteilige Lederfutteral erhalten.
- Teppiche aus dem 14. bis 16. Jahrhundert wie der Wappen-Teppich, Malterer-Teppich, Drachen-Papageien-Teppich, Marien-Teppich und Wildleute-Teppich
- Dominikaneraltar, ein um 1450 gemaltes Flügelretabel mit Mariä Verkündigung, der Geburt, Kreuzigung und Auferstehung Christi, den heiligen Johannes der Täufer und Paulus von Tarsus sowie den Dominikanerheiligen Thomas von Aquin, Petrus von Verona und Dominikus[22]
- Lindenholzstatue der heiligen Agnes mit ihrem Lamm, auf der Plinthe signiert mit „HW“ für Hans Wydyz, um 1500. „Spätgotische Kläubelei im Detail geht eine äußerst reizvolle Verbindung ein mit der großzügigen Gestaltauffassung der beginnenden Renaissance.“[3]
- Lindenholzstatue einer Mondsichelmadonna mit ihrem Kind, dessen linker Arm fehlt, dem Hans Wydyz zugeschrieben, um 1500
- Christuskind als Salvator mundi, die 52 cm hohe Lindenholzfigur eines nackten, etwa einjährigen Knaben mit Segensgebärde und einer Weltkugel in der rechten Hand, um 1500
- Flügelretabel als Epitaph, ein Retabel aus dem Ende des 16. Jahrhunderts, das 1694, als die Nonnen in das Neukloster eingezogen waren, zu einer Sterbetafel umgestaltet wurde, in die die erste Verstorbene schon 1694, die letzte 1756 eingetragen wurde, insgesamt 50 Namen
- Liturgische Geräte aus Gold und Silber, mit denen in Freiburg nur noch die des Münsters vergleichbar sind
- Reliquiare, in Zahl und Qualität zumindest für Süddeutschland einmalig, darunter
- Reliquienschädel der seligen Bertha, der überlieferten Gründerin des Klosters St. Agnes, ein textilumhüllter, kissenunterlegter Schädel auf schwarzem, vierfüßigem Sockel, einer von acht von Sebastian Bock aufgeführten Reliquienschädeln, aus dem 3. Viertel des 17. Jahrhunderts
- 432 Gebrauchsgegenstände aus Zinn, der größte aus Klöstern erhaltene Bestand an Zinnarbeiten überhaupt.

Auch außerhalb von Adelhauser Kirche und Augustinermuseum befinden sich Kunstwerke aus dem Kloster. So liegen im Erzbischöfliche Archiv Freiburg heute einige der rund 158 Handschriften und 180 Drucke des Neuklosters. In den Konvent Maria Verkündigung Marienberg gelangte 1953, von den Nonnen erbeten, ein Christus am Kreuz von etwa 1290. In das Liebieghaus – Museum Alter Plastik in Frankfurt am Main gelangte 1950 eine Christus-Johannes-Gruppe aus dem 2. Viertel des 14. Jahrhunderts.
Jutta Eißengarthen schreibt: „Insgesamt ist der Schatz von Kloster Adelhausen ... einer der reichsten Stiftungsbesitze Deutschlands und neben der Ausstattung des Münsters die bedeutendste kulturhistorische Hinterlassenschaft Freiburgs.“